# Dynamite Entertainment
Dynamite Entertainment is een Amerikaanse uitgever van stripverhalen, opgericht in 2004 door Nick Barrucci in Mount Laurel (New Jersey), dat zich specialiseert in het licentiëren en uitgeven van stripadaptaties van oa. film- en televisiepersonages.

## Geschiedenis
Dynamite Entertainment werd opgericht door Nick Barrucci in 2004. De uitgever focust vooral op het publiceren van stripboek adaptaties van gelicentieerde werken. Hun eerste verworven licentie was voor de film Army of Darkness, die eerder in handen was van Dark Horse Comics. De eerste 2 mini stripreeksen (Ashes 2 Ashes en Shop Till You Drop Dead) werden nog in co-publicatie met Devil's Due Publishing gepubliceerd. Later begon Dynamite zelf hun stripverhalen te publiceren.
Hun eerste eigen gepubliceerde stripreeks was een stripadaptatie van Red Sonja, die ze lanceerden met een proloog (#0) die voor 0,25 $ werd verkocht. Dit resulteerde in 240 000 verkochte exemplaren. Het 1ste nummer werd verkocht aan 2,99 $ en werd 100 000 keer besteld. Dit zorgde ervoor dat Dynamite een stabiele positie kon innemen in de Amerikaanse stripboekindustrie. Tegen 2009 groeide hun portfolio tot een 10-tal stripreeksen, waaronder, naast adaptaties, ook eigen publicaties zoals Project Superpowers en Creator Owned IP's zoals The Boys.

## Gepubliceerde stripreeksen
Dynamite publiceerde intussen meer dan 1200 stripreeksen, goed voor in totaal meer dan 4800 stripboeken. Dit is een greep uit de verworven licenties.

### Eigen werk
- Project Superpowers

### Werk van onafhankelijke schrijvers (creator owned)
- The Boys

### Boek-adaptaties
- Alice in Wonderland
- Dracula
- Zorro
- Dr Jekyll & Mr Hyde
- Wheel of Time

### Televisie-adaptaties
- Xena: Warrior Princess
- Battlestar Galactica
- Buck Rogers
- Charlie's Angels
- Bob's Burgers
- Brickleberry

### Film-adaptaties
- Army of Darkness
- Darkman
- The Good, The Bad and The Ugly
- RoboCop
- Highlander
- Terminator
- Frankenstein's Monster
- The Wolfman
- Disney Villains (ministripreeksen rond Disney personages Hades, Maleficent & Scar)
- James Bond
- John Wick

### Game-adaptaties
- Dying Light
- Hitman (Agent 47)
- Turok: Dinosaur Hunter

### Strips gebaseerd op bekendheden
- Alice Cooper
- Bettie Page
- Kiss

### Crossovers
- Terminator/RoboCop
- Vampirella/Dracula
- Monster War (ism Image Comics & Top Cow)
- Red Sonja/Claw The Unconquered: Devil's Hands (ism DC Comics)
- Freddy vs. Jason vs. Ash (ism. Wildstorm/DC Comics)